# جین پیر نوهر
جین پیر نوهر (انگلیسی: Jean Pierre Noher؛ زادهٔ ۵ مهٔ ۱۹۵۶) هنرپیشه، بازیگر سینما، و بازیگر تلویزیون اهل آرژانتین است.
از فیلم‌ها یا برنامه‌های تلویزیونی که وی در آن نقش داشته‌است می‌توان به خاطرات موتورسیلکت، ولنتاین اشاره کرد.